# 플라잉체어
플라잉체어는 압축공기를 이용해 사람 따위를 날리는 데 쓰는 기구이다.

## 원리
엔진이 철골 프레임에 연결되어 공기를 실린더에 넣어 주고 이 실린더가 장치를 밀어올린다.